# Montigné
Pour les articles homonymes, voir Montigné (homonymie).
Montigné est une commune du Sud-Ouest de la France, située dans le département de la Charente (région Nouvelle-Aquitaine). Depuis le 1er janvier 2019, elle est une commune déléguée de Val-d'Auge.

## Géographie

### Localisation et accès
Montigné est une commune du nord-ouest de la Charente située à 5 km au nord de Rouillac et 27 km au nord-ouest d'Angoulême, non loin de la Charente-Maritime.
Le bourg de Montigné est aussi à 5 km à l'ouest de Gourville, 11 km au sud-ouest d'Aigre et 24 km au nord-est de Cognac.
À l'écart des grandes routes, Montigné est 3 km au nord-ouest de la D 736 entre Rouillac et Aigre. Le bourg est au carrefour de deux routes secondaires, la D 118 et la D 356.

### Hameaux et lieux-dits
La commune compte des fermes et quelques hameaux : les Martinières et les Leures à l'ouest, Saint-Romain à l'est, etc.

### Communes limitrophes
| Anville (Val-d'Auge)  | Auge-Saint-Médard (Val-d'Auge) | Bonneville (Val-d'Auge) |
| Sonneville (Rouillac) | Montigné                       | Gourville (Rouillac)    |
|                       | Rouillac                       |                         |

### Géologie et relief
Le sol de la commune appartient au calcaire du Jurassique du Bassin aquitain, comme toute la moitié nord du département de la Charente. Elle occupe un plateau datant du Jurassique supérieur, plus précisément du Portlandien, avec une partie de Kimméridgien au nord-est,,.
Le relief de la commune de Montigné est celui d'un plateau incliné vers le nord. Le point culminant est à une altitude de 170 m, situé sur la limite communale au sud-est. Le point le plus bas est à 78 m, situé le long du Sauvage sur la limite nord. Le bourg, sur le flanc d'un petit vallon, s'étage entre 100 et 120 m d'altitude.

### Hydrographie
Le Sauvage, appelé Auge plus en aval, est un affluent en rive droite de la Charente à Marcillac-Lanville. Coulant vers l'est, il borde le nord de la commune.
De petits affluents communaux descendent des collines du sud. Le ruisseau des Martinières arrose l'ouest de la commune. Au pied du bourg, la Font Liotte, la Font Martin et la Fontaine du Logis donnent naissance à un autre petit affluent, le Cou de la Vache. Plus à l'est, la Font Nouveau et la fontaine des Demoiselles donnent naissance à un ruisseau intermittent.

### Climat
Comme dans les trois quarts sud et ouest du département, le climat est océanique aquitain.

## Toponymie
Les formes anciennes sont Montaniacus villa en 986-999, Montinhaco, Montigneto, Monte Ignito.
L'origine du nom de Montigné remonterait à un nom de personne gallo-romain Montinius ou Montanius, dérivé de Montinus, auquel est apposé le suffixe -acum, ce qui correspondrait à Montaniacum, « domaine de Montanius ».
Montigné est au nord de la limite des noms en -ac (dans le Sud de la France) et des noms en -é, -ay ou -y (dans le Nord), qui traverse la France d'ouest en est et le nord-ouest du département de la Charente entre Rouillac/Montigné et Bernac/Londigny,.

## Histoire
Près des Sablières, au nord-est du bourg, se trouvait un petit édifice thermal datant de l'époque romaine et réemployé au Haut Moyen Âge.
Les registres de l'état civil remontent à 1643.
Jusqu'à la fin du XIVe siècle, Montigné paraît avoir eu des seigneurs particuliers relevant de la baronnie de Tourriers. À cette époque, Héliot de Montigné eut pour fils Mériot de Montigné qui n'eut que deux filles. L'aînée épousa Perrinet ou Pierre de Barbezières, et l'autre s'unit à Perrinet du Bois. Il y eut un accord en 1435 entre les deux beaux-frères lors de la succession, et Perrinet de Barbezières fut le chef de la branche des Barbezières de Montigné, qui se maintint sur cette terre jusqu'à peu avant la Révolution et ne s'éteignit qu'en 1827.
Au village de Saint-Romain on trouve les traces d'un prieuré du XIIIe siècle qui dépendait de la paroisse de Rouillac. Ce prieuré conventuel était membre de l'abbaye de Baignes. Lors de la guerre de Cent Ans, des particuliers s'étaient emparés des biens du prieuré, et en 1488 le pape Innocent VIII les fit restituer par une sentence d'excommunication. Au XVe siècle il n'y avait pas d'autre religieux que le prieur, qui n'y résidait même pas. Au XVIe siècle, le prieuré fut mis en commende, ce qui acheva sa ruine.
Saint-Romain était également le siège d'un fief qui paraît être parvenu, par son mariage avec Françoise de Livenne, à Gabriel de Massougnes, écuyer, seigneur de Charenton. Ce dernier fut le chef de la branche des Massougnes de La Brousse et de Saint-Romain. Saint-Romain fut vendue en 1761 à Jacques Garnier, chirurgien, de Gourville. La branche de Massougnes se fixa à Gimeux (René de Massougnes, écuyer, seigneur de Brie-des-Rivières et de La Tour-de-Gimeux) et s'éteignit au cours de la Révolution.
Les Leures était aussi le siège d'un autre fief, qui appartenait à la famille Bardonnin de Sonneville.
La commune de Montigné a été créée en 1793 dans le canton de Lanville-Marcillac qui a été supprimé en 1801, et depuis elle fait partie de canton de Rouillac.
Le 1er janvier 2019, la commune fusionne avec Anville, Auge-Saint-Médard et Bonneville pour former la commune nouvelle de Val-d'Auge dont la création est actée par un arrêté préfectoral du 29 novembre 2018.

## Administration
| Période      | Période  | Identité     | Étiquette | Qualité         |
| ------------ | -------- | ------------ | --------- | --------------- |
| janvier 2019 | En cours | Serge Devige | SE        | Artisan peintre |

| Période                                  | Période       | Identité     | Étiquette | Qualité         |
| ---------------------------------------- | ------------- | ------------ | --------- | --------------- |
| Les données manquantes sont à compléter. |               |              |           |                 |
| depuis 2001                              | décembre 2018 | Serge Devige | SE        | Artisan peintre |

### Fiscalité
La fiscalité est d'un taux de 19,98 % sur le bâti, 54,93 % sur le non bâti, et 8,76 % pour la taxe d'habitation (chiffres 2007).
La communauté de communes de Rouillac prélève 10,80 % de taxe professionnelle.

## Démographie

### Évolution démographique
L'évolution du nombre d'habitants est connue à travers les recensements de la population effectués dans la commune depuis 1793. Pour les communes de moins de 10 000 habitants, une enquête de recensement portant sur toute la population est réalisée tous les cinq ans, les populations de référence des années intermédiaires étant quant à elles estimées par interpolation ou extrapolation. Pour la commune, le premier recensement exhaustif entrant dans le cadre du nouveau dispositif a été réalisé en 2006.

En 2016, la commune comptait 176 habitants, en évolution de +15,79 % par rapport à 2010 (Charente : −0,48 %, France hors Mayotte : +2,11 %).
| 1793 | 1800 | 1806 | 1821 | 1831 | 1841 | 1846 | 1851 | 1856 |
| ---- | ---- | ---- | ---- | ---- | ---- | ---- | ---- | ---- |
| 296  | 296  | 297  | 341  | 350  | 392  | 394  | 355  | 368  |

| 1861 | 1866 | 1872 | 1876 | 1881 | 1886 | 1891 | 1896 | 1901 |
| ---- | ---- | ---- | ---- | ---- | ---- | ---- | ---- | ---- |
| 342  | 344  | 335  | 350  | 288  | 255  | 225  | 235  | 227  |

| 1906 | 1911 | 1921 | 1926 | 1931 | 1936 | 1946 | 1954 | 1962 |
| ---- | ---- | ---- | ---- | ---- | ---- | ---- | ---- | ---- |
| 237  | 227  | 215  | 210  | 214  | 204  | 184  | 170  | 149  |

| 1968 | 1975 | 1982 | 1990 | 1999 | 2006 | 2011 | 2016 | - |
| ---- | ---- | ---- | ---- | ---- | ---- | ---- | ---- | - |
| 158  | 144  | 122  | 127  | 112  | 126  | 161  | 176  | - |

### Pyramide des âges
| Hommes | Classe d’âge | Femmes |
| ------ | ------------ | ------ |
| 0,0    | 90 ans ou +  | 1,8    |
| 5,7    | 75 à 89 ans  | 8,9    |
| 14,3   | 60 à 74 ans  | 19,6   |
| 20,0   | 45 à 59 ans  | 17,9   |
| 28,6   | 30 à 44 ans  | 26,8   |
| 11,4   | 15 à 29 ans  | 10,7   |
| 20,0   | 0 à 14 ans   | 14,3   |

| Hommes | Classe d’âge | Femmes |
| ------ | ------------ | ------ |
| 0,5    | 90 ans ou +  | 1,6    |
| 8,2    | 75 à 89 ans  | 11,8   |
| 15,2   | 60 à 74 ans  | 15,8   |
| 22,3   | 45 à 59 ans  | 21,5   |
| 20,0   | 30 à 44 ans  | 19,2   |
| 16,7   | 15 à 29 ans  | 14,7   |
| 17,1   | 0 à 14 ans   | 15,4   |

## Économie

### Agriculture
La viticulture occupe une partie de l'activité agricole. La commune est classée dans les Fins Bois, dans la zone d'appellation d'origine contrôlée du cognac.

## Lieux et monuments
- L'église paroissiale Saint-Pierre.

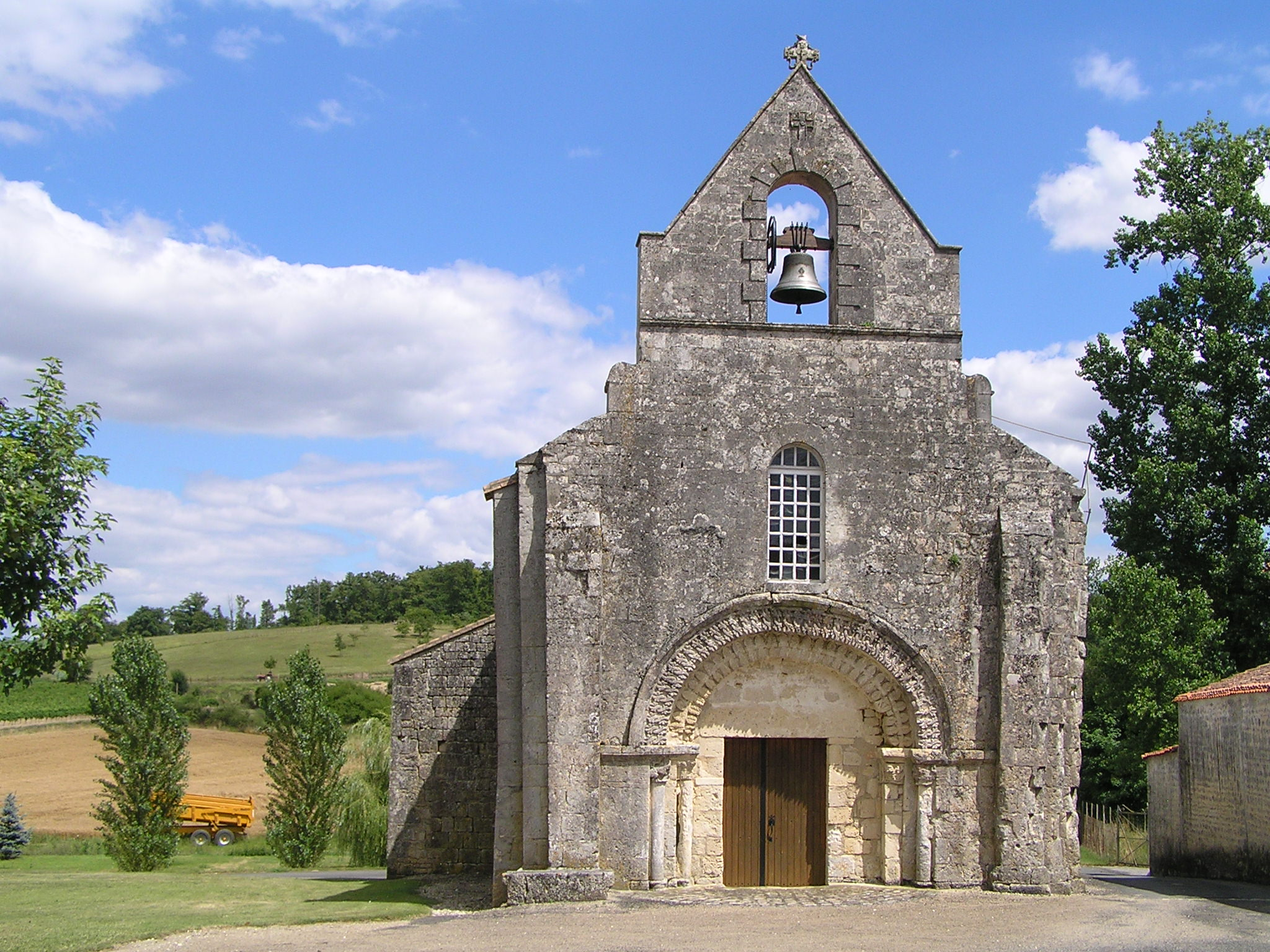
L'église.
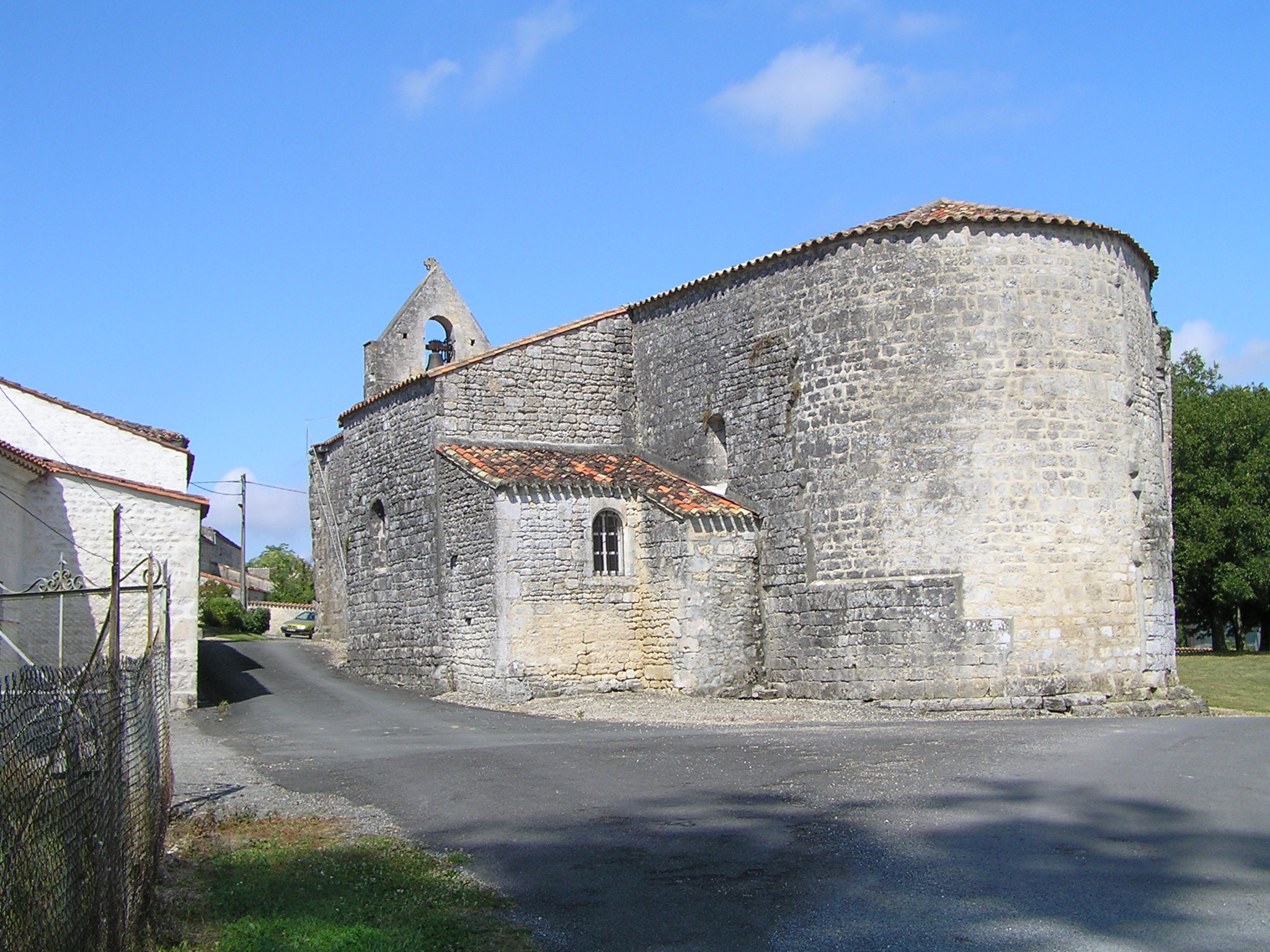
Arrière de l'église.
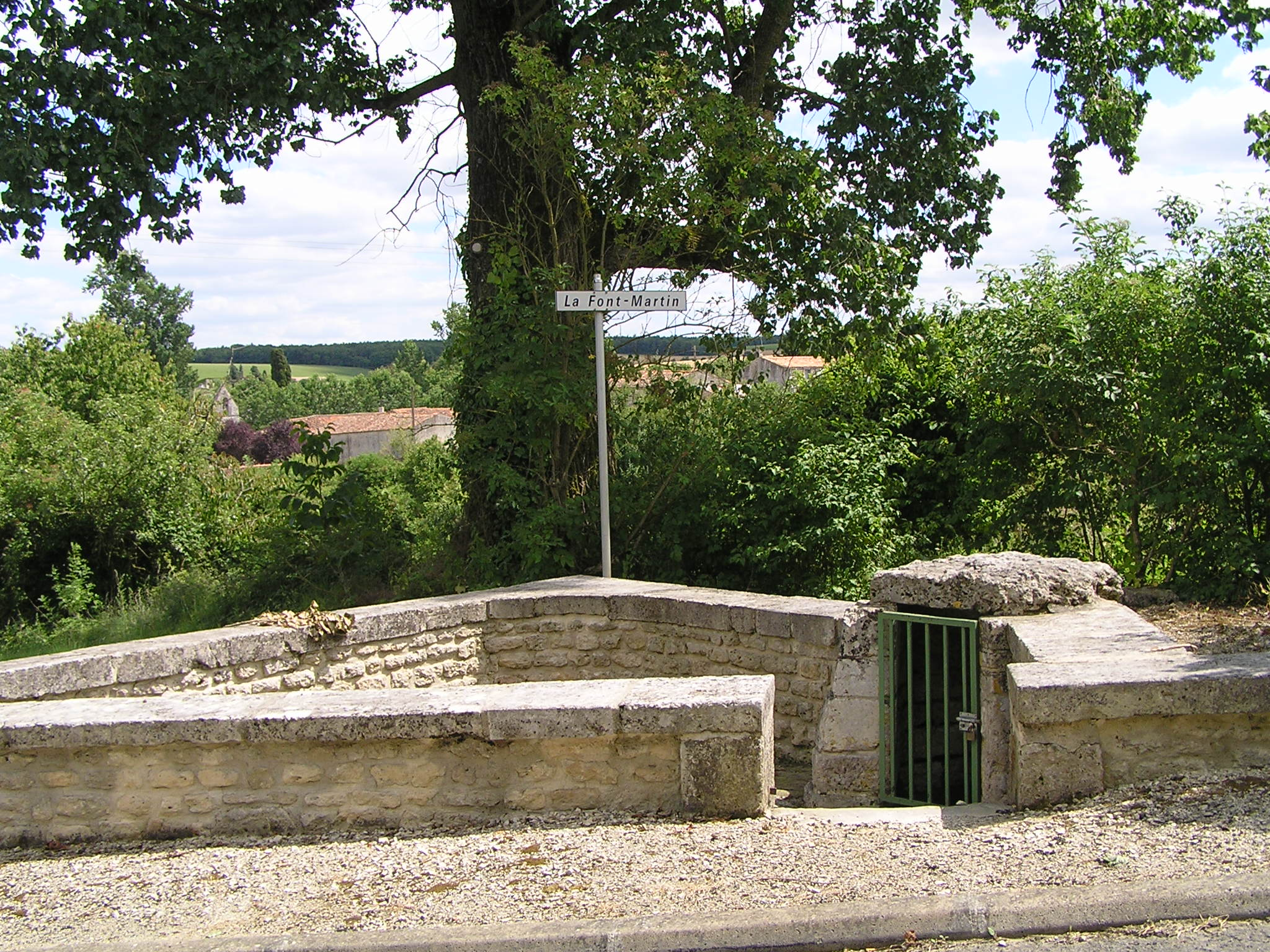
Fontaine.
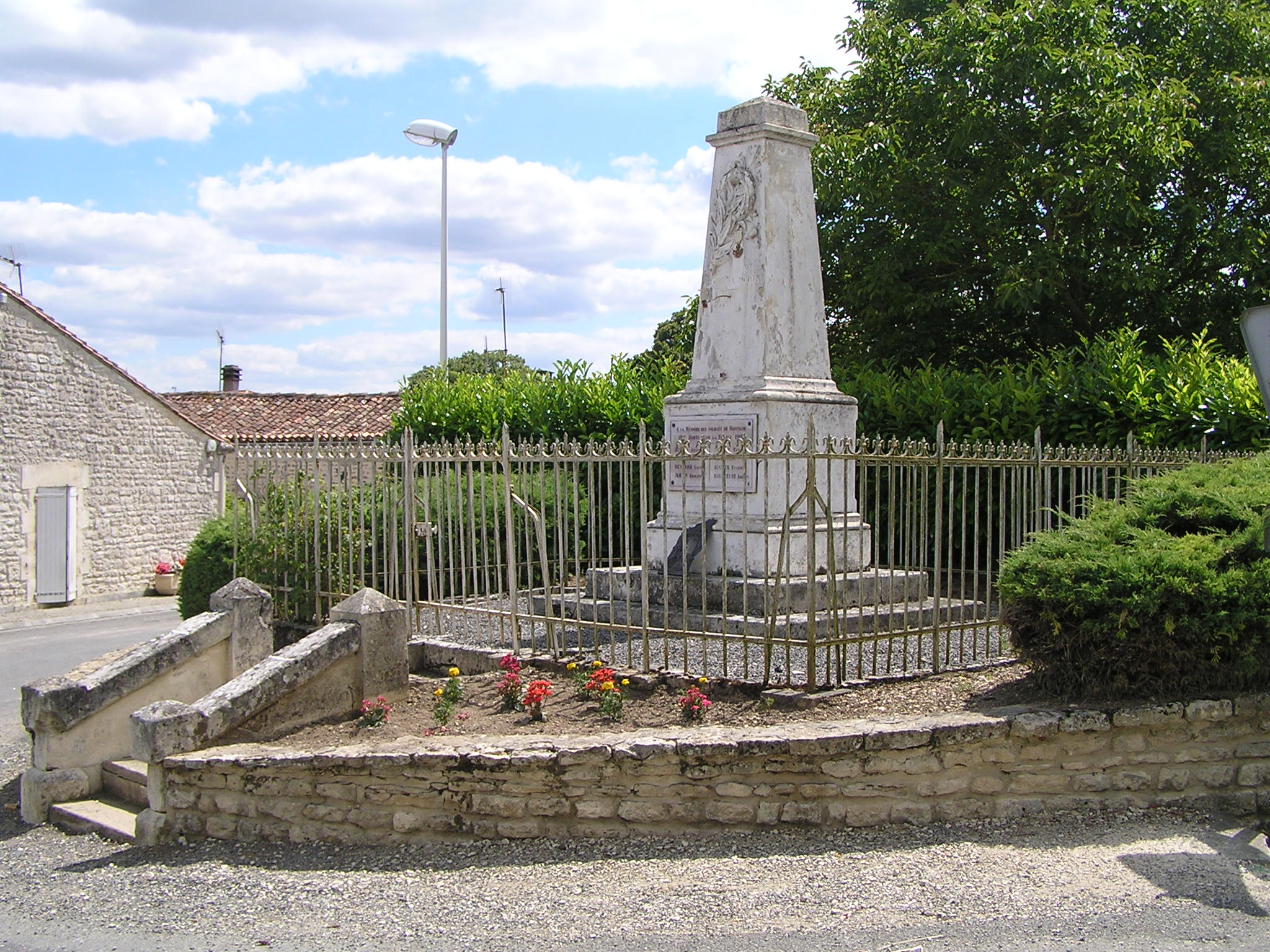
Le monument aux morts.